# Еналеев, Сулейман Бикмухаметович
Сулейма́н Бикмухаме́тович Енале́ев (1894, Большие Полянки, Пензенская губерния — 14 сентября 1938, Казань) — советский врач-офтальмолог, нарком здравоохранения Автономной Татарской ССР (1927—1928), директор Казанского медицинского института (1935—1938).

## Биография
Родился в татарской крестьянской семье в селе Большие Полянки.
В 1909 году окончил начальную татарскую школу в деревне Пишля Темниковского уезда, до 1911 года учился в медресе Уфы. С 1911 года работал в Чите учителем татарской приходской школы; в 1915 году экстерном сдал экзамены за курс учительской мужской гимназии.
В годы Первой мировой войны служил в армии.
После демобилизации — инструктор Пензенского губернского отдела народного образования, с 1918 года — заведующий Инсарским уездным отделом народного образования.
В апреле 1920 года вступил в РКП(б). В 1920 году служил красноармейцем в 1-м Пензенском добровольческом полку; затем работал членом коллегии Пензенского губернского отдела народного образования.
С 1921 года учился на медицинском факультете Московского университета, который окончил в 1925 году; в эти же годы занимался в лекторской группе Коммунистического университета трудящихся Востока. Одновременно (1922—1923) заведовал татаро-башкирским бюро в Наркомпросе РСФСР, затем работал в татаро-башкирском бюро Московского комитета РКП(б), в 1924—1925 годы заведовал Моспрофобром.
С 1925 года работал в Казани. С 1926 года — заместитель наркома, в 1927—1928 годы — нарком здравоохранения Автономной Татарской ССР; одновременно продолжал работать офтальмологом в поликлинике. С осени 1928 года — аспирант, затем — ординатор медицинского факультета Казанского университета. В 1927—1932 годах выезжал в научные командировки в Германию, Францию, Бельгию, США (с июня 1931 по декабрь 1932 — в Сан-Франциско и Балтимор).
С 1932 года — доцент клиники глазных болезней Казанского мединститута; был избран парторгом клиники. Вместе с В. К. Трутневым организовал создание Татарского НИИ теоретической и клинической медицины, в котором стал заместителем директора (директор — В. К. Трутнев).
С 15 октября 1935 года — директор Казанского медицинского института.

### Репрессии
14 февраля 1937 года Казанским горкомом ВКП(б) был исключён из партии «за пособничество троцкисту Готлаб, за скрытие своего участия в правой националистической группировке, за зажим критики и самокритики»; 15 февраля был выведен из состава членов парткома мединститута. 5 сентября 1938 года по обвинению в участии в право-троцкистской буржуазно-националистической и шпионско-диверсионной организации, действовавшей в Татарии, был арестован органами НКВД и помещён в Казанскую тюрьму № 1.
Умер в тюрьме 14 сентября 1938 года после многодневных избиений на допросах. Похоронен на Архангельском кладбище Казани; местоположение могилы не известно. 31 октября 1938 года дело в отношении С. Б. Еналеева было прекращено за смертью обвиняемого.
Реабилитирован Постановлением прокуратуры Татарской АССР от 21 марта 1958 года — дело прекращено «за отсутствием … состава преступления». Решением бюро Татарского обкома КПСС 30 сентября 1958 года отменено исключение С. Б. Еналеева из членов партии.

## Семья
Брат — Абдулгани Бекмухамедович Еналеев, выпускник Свердловского медицинского института (1941), подполковник медицинской службы, участник войны.

## Научная деятельность
Профессор. Автор 6 научных работ, напечатанных в том числе в зарубежных журналах.

## Память
Имя С. Б. Еналеева высечено на одной из стел Мемориала жертвам политических репрессий на Архангельском кладбище Казани.

## Комментарии
1. 1 2  Ныне — Большая Поляна в Кадошкинском районе Мордовии.
2. ↑  К Темниковскому уезду относились Верхний Пишляй и Нижний Пишляй, ныне оба села — в Атюрьевском районе Мордовии.